# Bryophyllum gastonis-bonnieri
Bryophyllum gastonis-bonnieri là một loài thực vật có hoa trong họ Crassulaceae. Loài này được (Gamet & Perrier) Lauz.-March. miêu tả khoa học đầu tiên năm 1974.